# Médersa Mouradiyya
La médersa Mouradiyya (arabe : المدرسة المرادية) est l'une des médersas de la médina de Tunis, située au milieu du souk El Kmach.

## Histoire
Édifiée non loin de la mosquée Zitouna entre 1666 et 1675, elle est l'œuvre de l'un des souverains de la dynastie mouradite, Mourad II Bey. La médersa, consacrée à l'enseignement suivant le rite malékite, est élevée sur l'emplacement d'une ancienne caserne. Le but recherché par les princes mouradites (suivant le rite hanéfite) à travers cette fondation, est de se rapprocher davantage de l'élite malékite et de s'assurer son soutien. De nos jours, le bâtiment est reconverti en un centre de formation dans les métiers de l'artisanat.

## Description
L'édifice, d'une superficie de 460 m2, comporte un vestibule d'entrée, coudé et couvert d'une voûte en berceau, qui mène vers une cour dallée de pierre calcaire. Cette dernière est entourée de quatre portiques constitués d'arcs en plein cintre outrepassés qui retombent sur des colonnes surmontées de chapiteaux de type hafside. La cour donne directement accès aux chambres, à la salle de prière ainsi qu'à une salle d'ablutions précédée d'une courette.
La salle de prière, de plan rectangulaire, est ouverte par l'intermédiaire d'une porte cintrée à claveaux bichromes inscrite dans un cadre en marbre. Le couvrement de la salle, divisée en deux nefs et deux travées, est réalisé par des voûtes d'arêtes soutenues d'arcs de plein-cintre outrepassés reposant sur des colonnes. Le mur de la qibla est décoré de carreaux de faïence à motifs floraux et géométriques originaires des ateliers de Qallaline ou d'Italie. À l'étage se trouvent des pièces voûtées en berceau destinées à l'origine aux logements des étudiants. Ces pièces donnent sur des portiques couverts de toitures en terrasse portées par des linteaux reposant sur des colonnes.
Par bien des aspects, la médersa Mouradiyya présente l'organisation caractéristique des médersas tunisiennes de l'époque beylicale (XVIe – XIXe siècle).

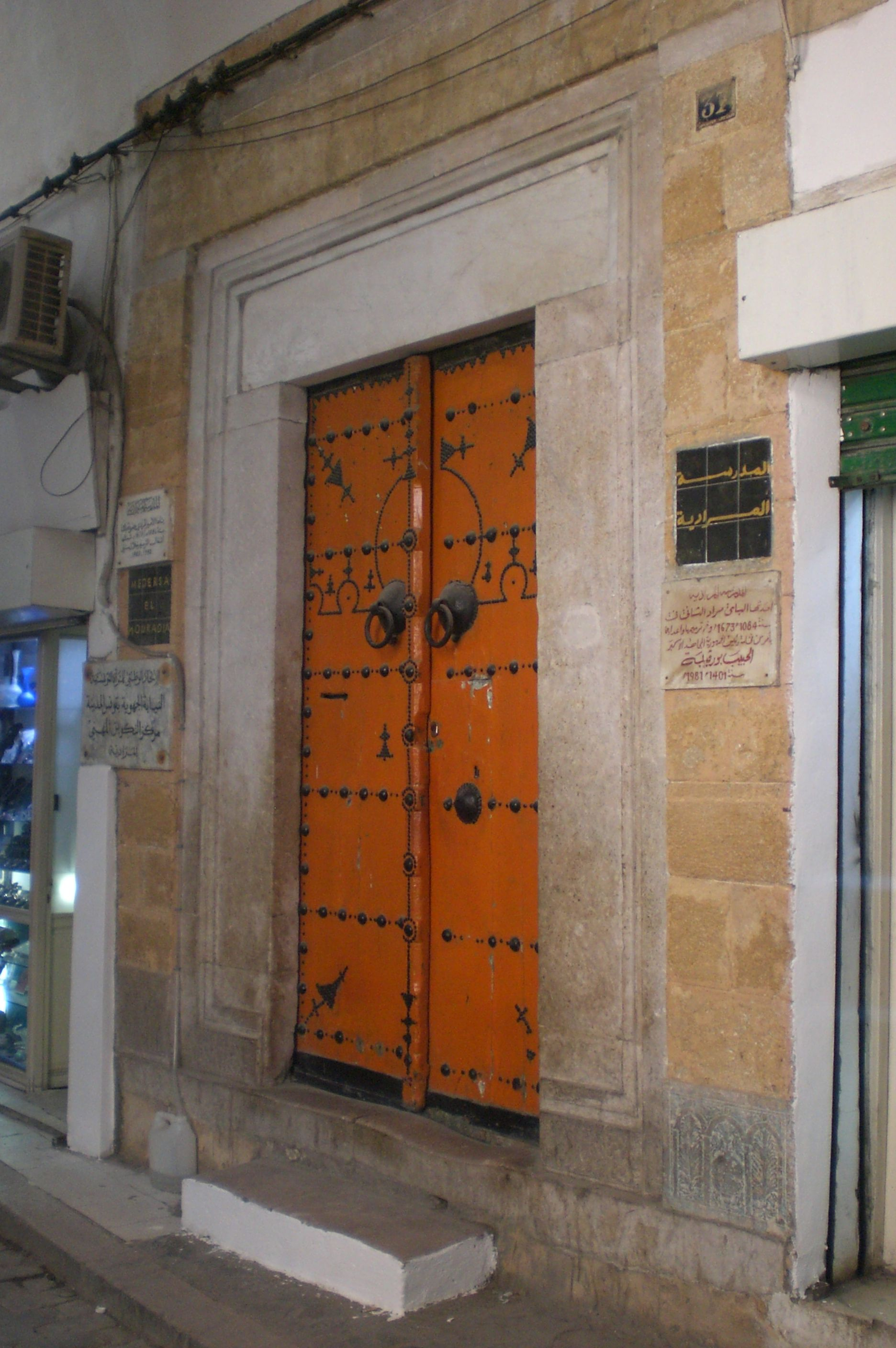
Vue de la porte d'entrée de la médersa.
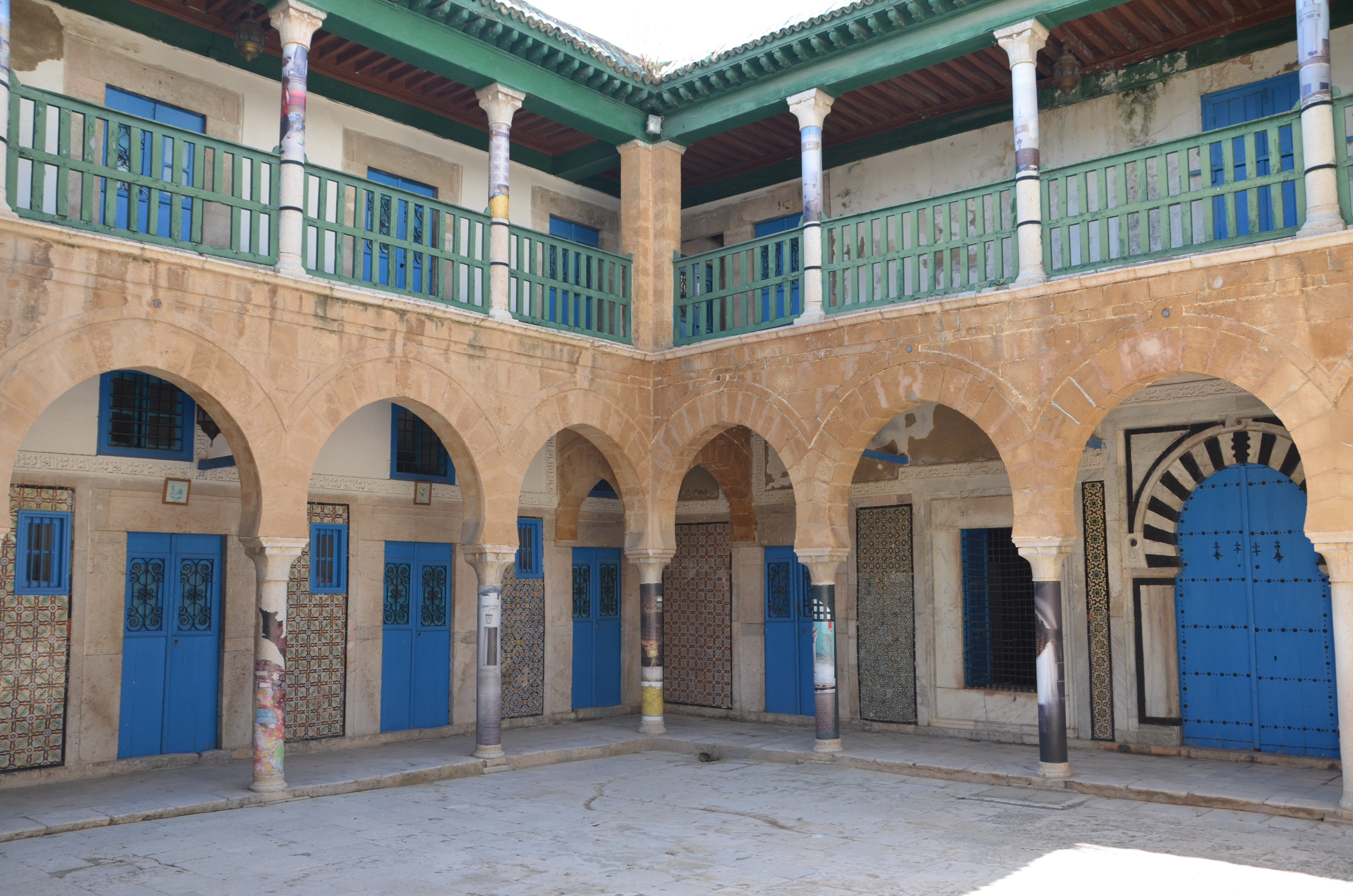
Cour intérieure de la médersa.
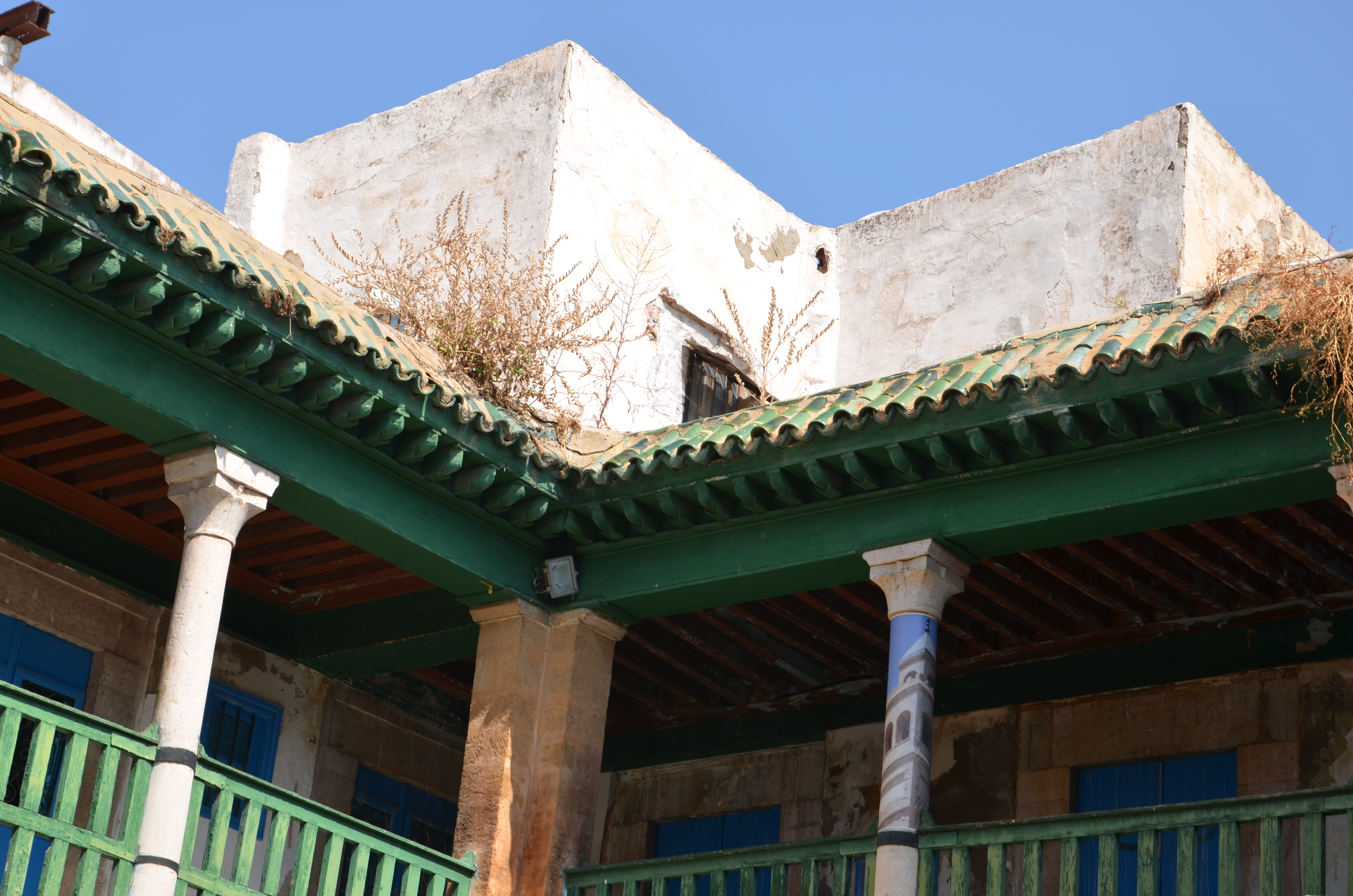
Vue d'une partie de la galerie de l'étage.
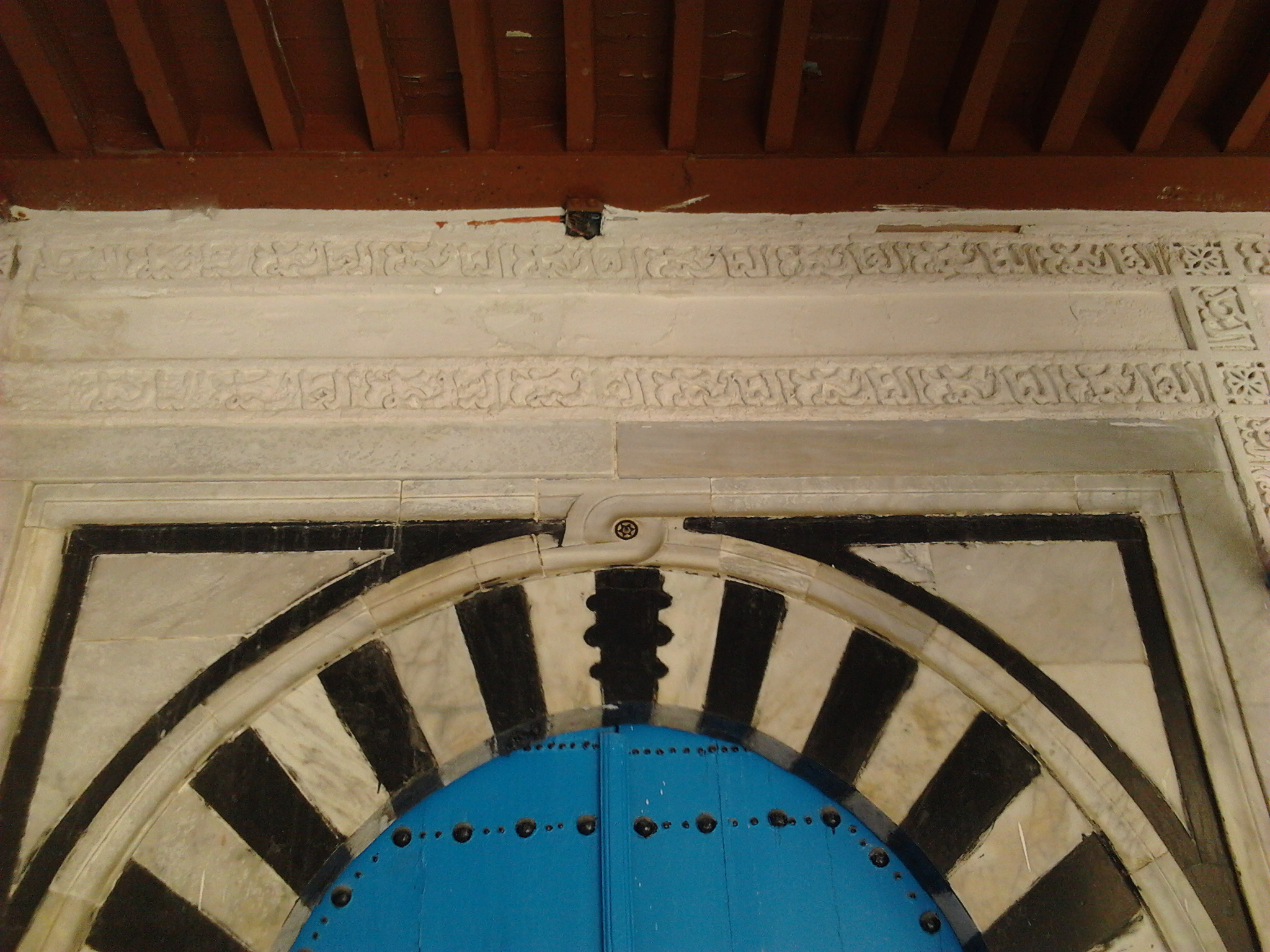
Arc à claveaux bichromes, surmonté d'inscriptions.
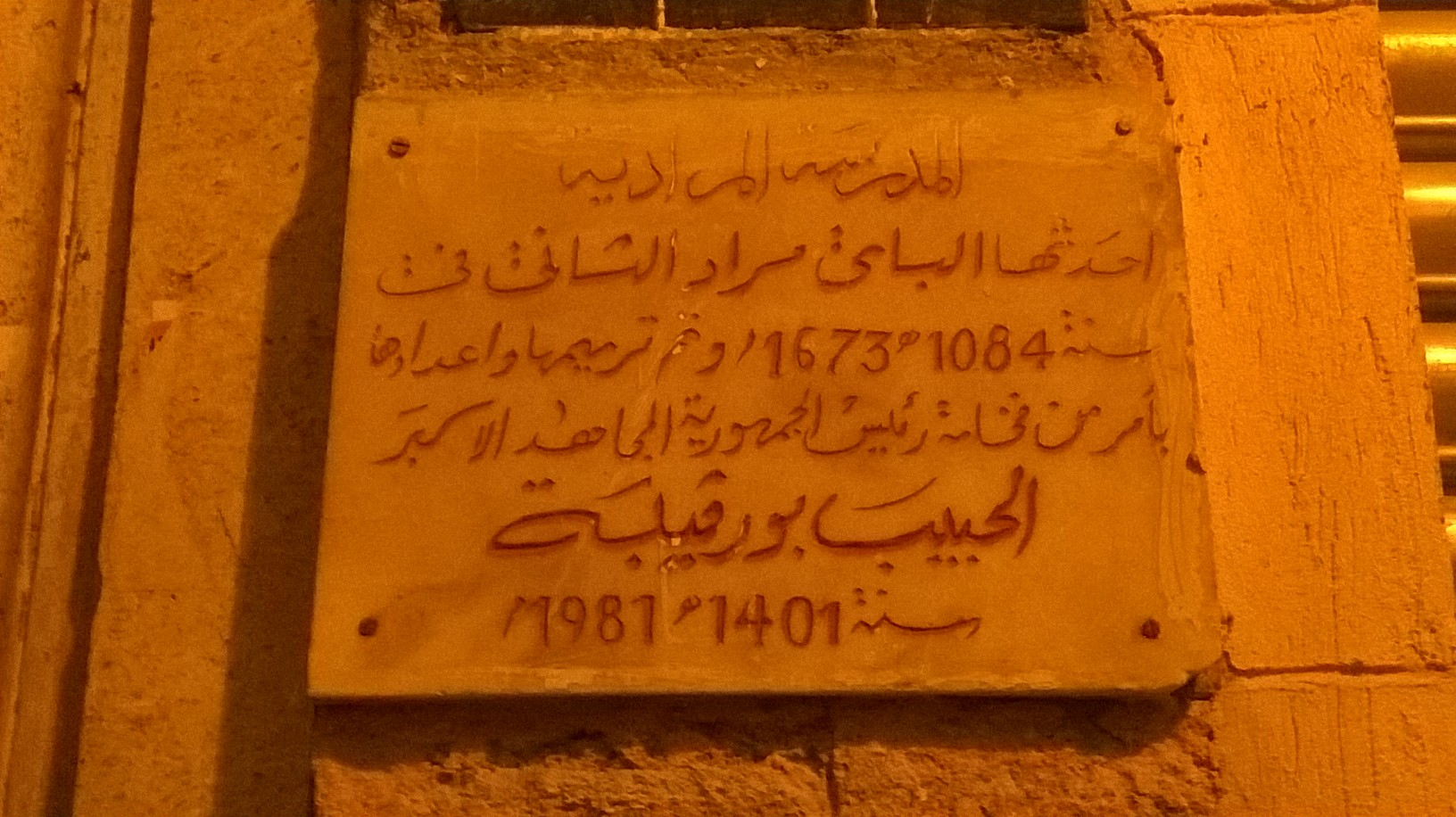
Plaque commémorative à l'entrée de la médersa Mouradiyya.